# Paulo Gonçalves
Paulo Gonçalves (Esposende, 5 febbraio 1979 – Layla, 12 gennaio 2020) è stato un pilota motociclistico portoghese di rally e motocross.

## Biografia
Paulo Gonçalves è stato campione del mondo di rally fuoristrada nel 2013.
Ha preso parte a 13 edizioni del Rally Dakar giungendo secondo all'edizione del 2015.
È morto all'età di quarant'anni a causa di una caduta, avvenuta durante la settima tappa, al 276 km dalla partenza, del Rally Dakar 2020 in Arabia Saudita. Il pilota venne trovato incosciente e in arresto cardiopolmonare all’arrivo della squadra medica in missione. Dopo un tentativo di rianimazione, fu trasportato in elicottero all'ospedale di Layla, dove il personale medico non poté far altro che constatare il decesso.

## Palmarès
- Campionato mondiale cross country rally

2013

### Rally Dakar
- 2006: 25º
- 2007: 23º
- 2009: 10º
- 2010: ritirato alla 6ª tappa
- 2011: ritirato all'8ª tappa
- 2012: 26º
- 2013: 10º
- 2014: ritirato alla 5ª tappa
- 2015: 2º
- 2016: ritirato all'11ª tappa
- 2017: 6º
- 2018: ritirato prima della partenza
- 2019: ritirato alla 5ª tappa
- 2020: deceduto durante la 7ª tappa